# Chrysura simplex
Chrysura simplex – gatunek błonkówki z rodziny złotolitkowatych.
Gatunek ten opisany został w 1854 roku przez Andersa Gustafa Dahlboma jako Chrysis cuprea.
Błonkówka o wydłużonym ciele długości od 7 do 9,5 mm. Głowę ma niebieską lub zieloną, o silnie wydłużonych, dłuższych niż szerokość żuwaczek policzkach, zaopatrzonych w krótkie owłosienie i z brzegami bocznymi prawie równoległymi. Środkowa część nadustka nie jest silnie uwypuklona. Ubarwienie tułowia jest niebieskie z zielonymi lub złocistymi łatami, a jego owłosienie czarne. Szew między leżącą poziomo zatarczką a pozatułowiem odgranicza poziomą część mezosomy od części opadającej. Zaplecze w widoku grzbietowym jak i bocznym jest zaokrąglone. Złocisty odwłok cechuje się trzecim tergitem równomiernie ku tyłowi zwężonym, o tylnej krawędzi łukowatej, pozbawionej zębów i falistych wcięć, a powierzchni zwarto punktowanej i o słabo wykształconym poprzecznym rzędzie punktów. Drugi sternit gaster jest czerwony do fioletowoczerwonego, czasem co najwyżej częściowo czarny.
Larwy są pasożytami pszczół miesierkowatych z gatunków Chalicodoma muraria, Osmia caementaria i Osmia cornuta. Owady dorosłe spotyka się na wilczomleczach, rozchodnikach, pępawach i marchwi zwyczajnej. W Polsce latają od środka czerwca do środka lipca.
Owad o rozprzestrzenieniu europejsko-medyteranejskim. W Europie znany z Hiszpanii, Francji, Szwajcarii, Włoch, Polski i Grecji. Ponadto występuje w Afryce Północnej i południowo-zachodniej części Azji. W 2002 umieszczony na Czerwonej liście zwierząt ginących i zagrożonych w Polsce jako gatunek najmniejszej troski.